# Schulenbrooksbek
L'Schulenbrooksbek és un riu als estats de Slesvig-Holstein i d'Hamburg a Alemanya. Neix a la frontera de Wentorf i del barri Neu Börnsen de Börnsen a Slesvig-Holstein. A Bergedorf desemboca al wetterung Alte Brookwetterung que desguassa via l'Schleusengraben, el Dove Elbe i l'Elba al mar del Nord.
Passa pel parc de l'ajuntament a Bergedorf on forma l'Entendiek ('Estany dels ànecs') i després desapareix al carrer Am Brink en un túnel cap a l'Alte Brookwetterung. A Bergedorf passa del geest a la vall de l'Elba i el desnivell canvia un rierol tranquil en rierol de muntanya. Aquesta situació natural i la urbanització a les seves ribes acceleren el desguàs i creen problemes en temps de pluges fortes.
Hi ha un projecte de renaturalització, però la seva execució es retarda perquè cal conciliar els diversos interessos dels riberencs. La qualitat de l'aigua encara no respon a les normes europees.
Al seu pas a Bergedorf s'ha creat un parc d'escultures a cel obert.

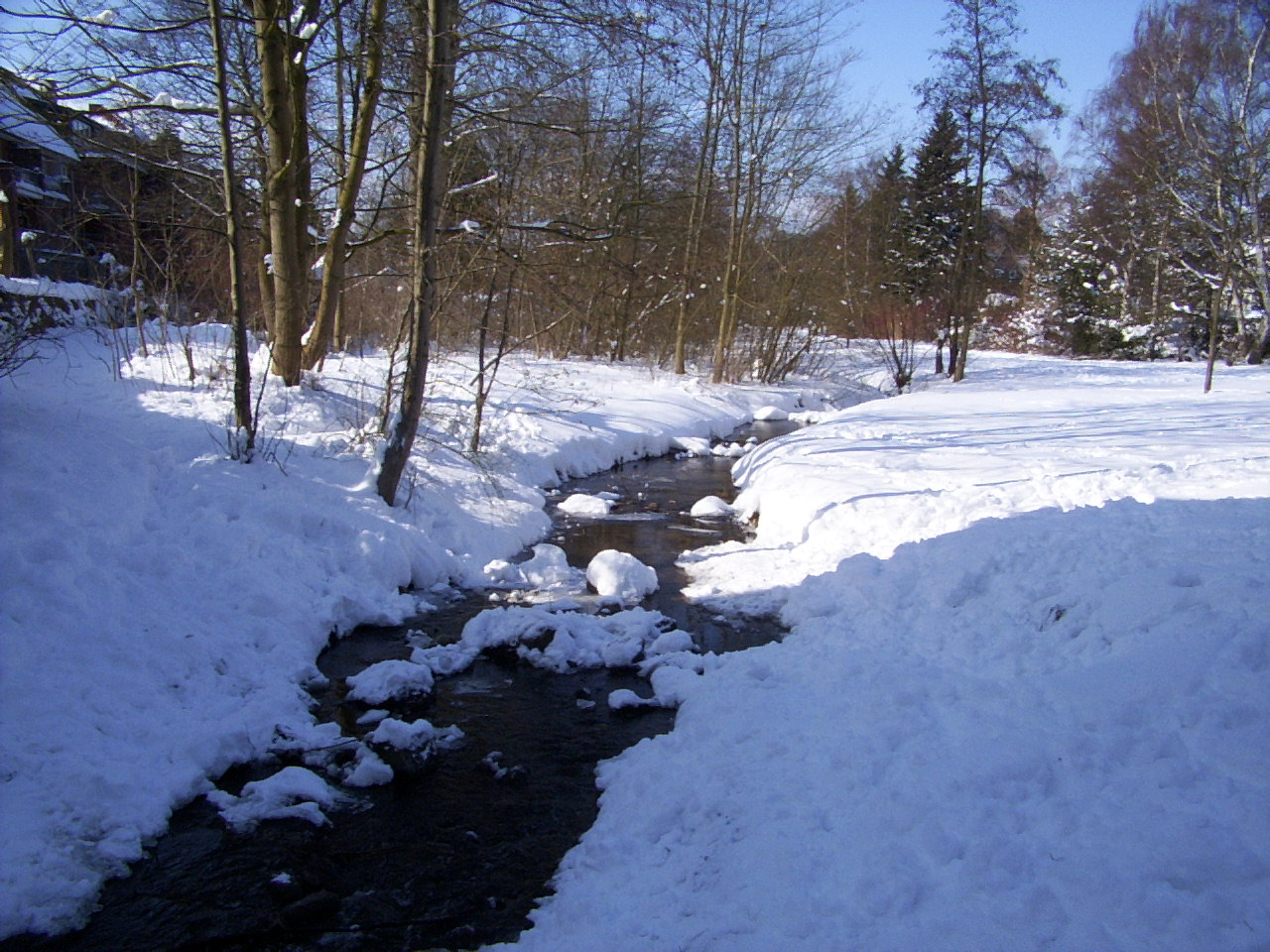
Prop del carrer Ernst-Henning-Strasse a l'hivern
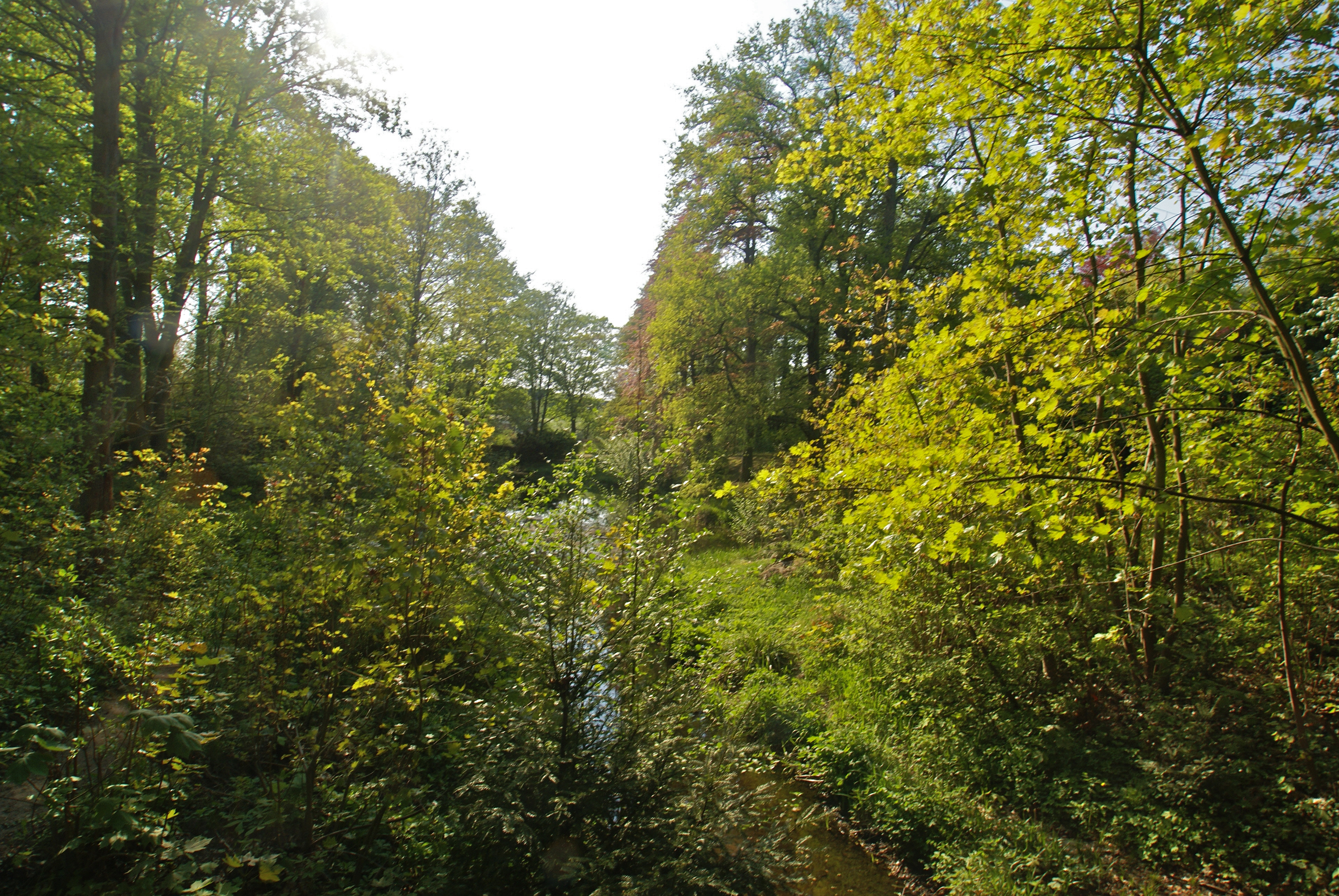
Al parc de l'ajuntament Rathauspark
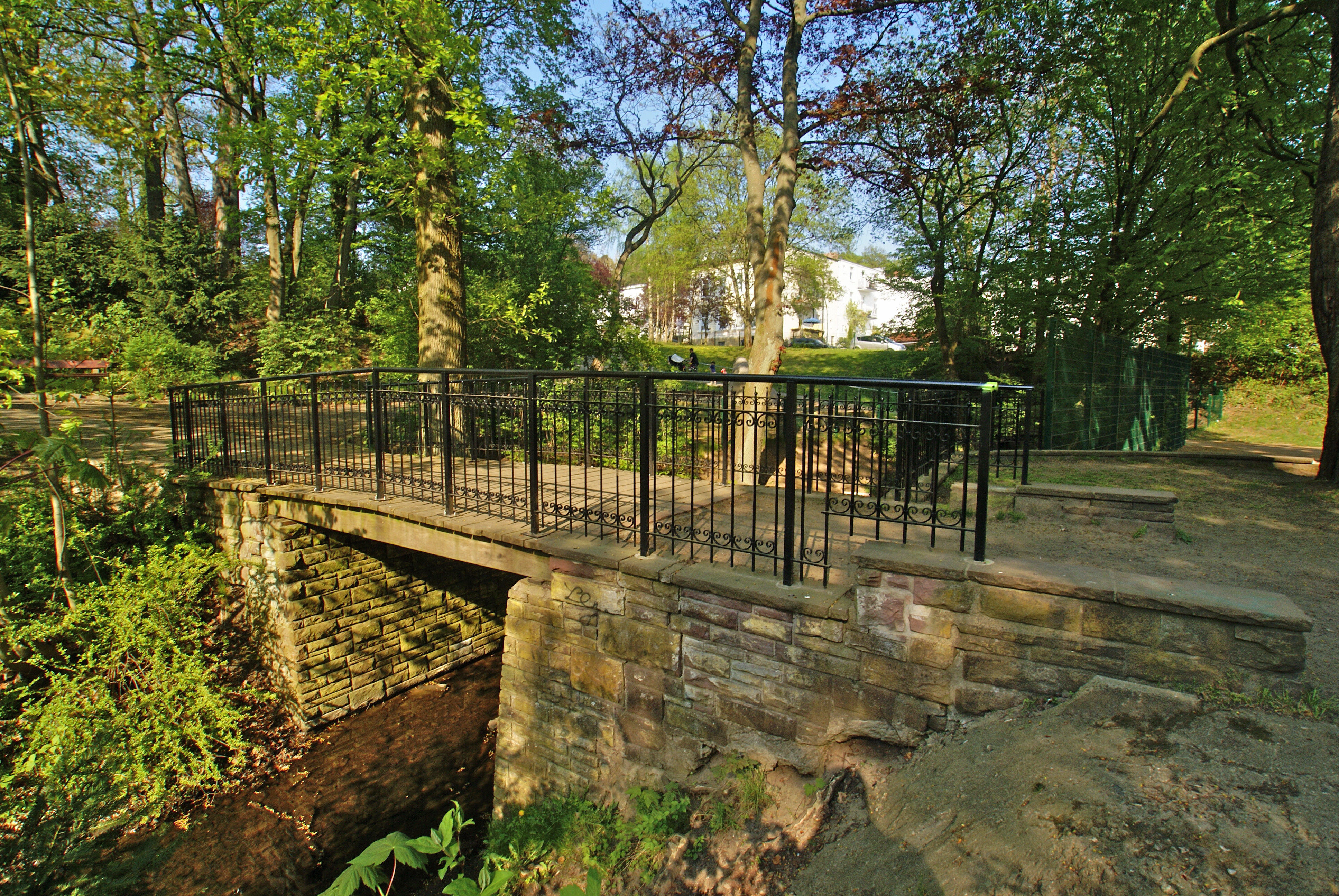
Pont al Rathauspark
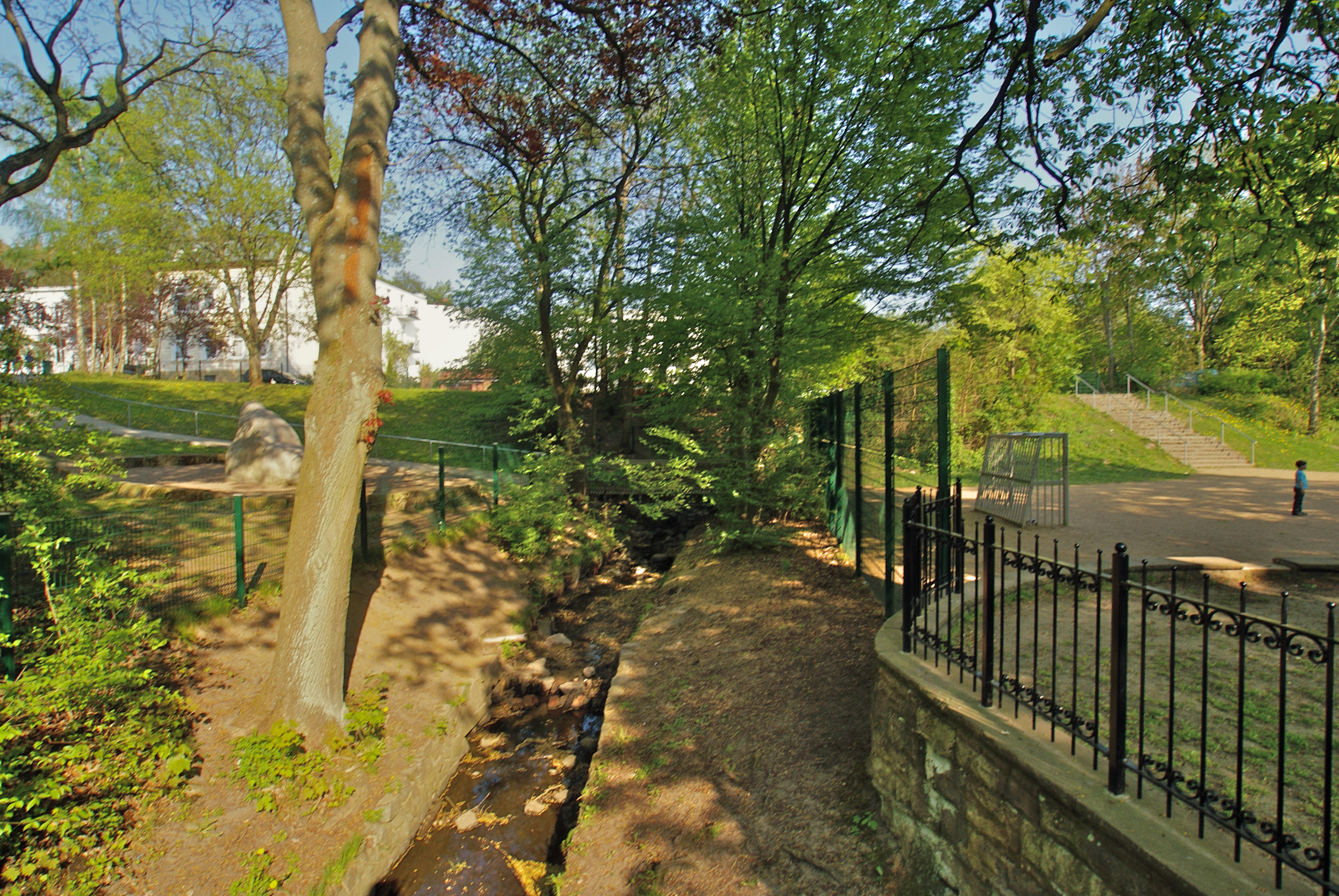
Ibídem